# Bitwa pod Warką

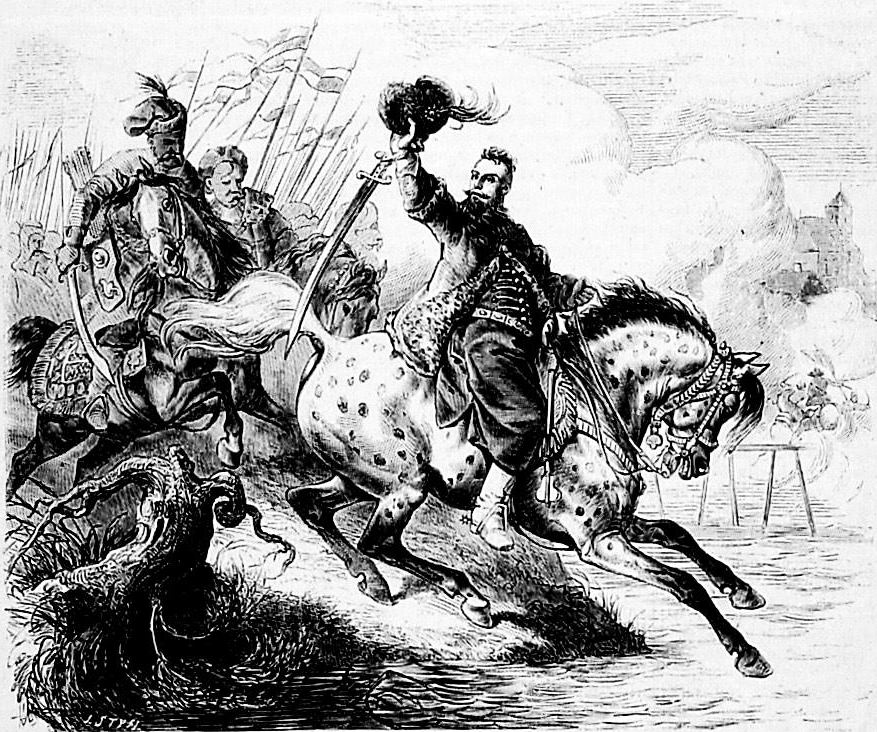
Juliusz Kossak, Bitwa pod Warką

Bitwa pod Warką miała miejsce 7 kwietnia 1656 roku. Rozegrała się na terenie ograniczonym od wschodu i północy lasem, od zachodu strumykiem w niewielkim jarze, od południa wsią Piaseczno (wieś oddalona o ok. 4 km na północ od Warki). Była pierwszą zwycięską bitwą Rzeczypospolitej odniesioną w polu w czasie potopu szwedzkiego.

## Przed bitwą
Znajdujący się w trudnej sytuacji po bitwie pod Jarosławiem Karol X Gustaw rozkazał 16 marca swemu bratu księciu Janowi Adolfowi, by ten wysłał z Warszawy posiłki pod wodzą margrabiego Fryderyka Badeńskiego. Książę zastosował się do królewskiego polecenia i w drugiej połowie marca 1656 r. z Warszawy w kierunku Janowca ruszył korpus szwedzki liczący 2,5 tys. rajtarów i dragonów pod dowództwem margrabiego Fryderyka Badeńskiego, który prowadził odsiecz dla osaczonego przez wojska polsko-litewskie w widłach Wisły i Sanu króla szwedzkiego Karola Gustawa. Szczególnie ciężka była dla ratunkowego korpusu przeprawa przez Puszczę Kozienicką z powodu ciągłych walk z oddziałami chłopskiej partyzantki. Po przybyciu do Janowca margrabia otrzymał od Karola Gustawa rozkaz, by zawrócił w stronę Warszawy. Król szwedzki, pomimo zostawionych przez Jerzego Lubomirskiego i Stefana Czarnieckiego pospolitego ruszenia i oddziałów chłopskich zorientował się, że wojska regularne opuściły obóz i doszedł do wniosku, że korpus margrabiego spełnił swoje zadanie, a osaczona armia w nowej sytuacji zdoła sama wydostać się z matni.
Posłuszny rozkazom królewskim margrabia rozpoczął odwrót najkrótszą drogą przez Kozienice i Warkę. Miał nad ścigającymi go siłami Czarnieckiego i Lubomirskiego aż 80 kilometrów przewagi, co przy ówczesnych drogach, zalanych przez wiosenne roztopy, dawało Szwedom szansę ucieczki. Margrabia popełnił jeden poważny błąd w związku z faktem, że do Warki maszerowała z Radomia druga grupa wojsk szwedzkich dowodzona przez Rittera. Margrabia zamiast jak najszybciej uchodzić do Warszawy, zaczekał na obciążoną licznymi taborami grupę radomską. Najprawdopodobniej wynikało to stąd, że dowódca szwedzki zlekceważył niebezpieczeństwo, o którym informowali go Karol Gustaw i jego brat książę Adolf Jan. W czasie gdy jazda polska przebyła dystans 80 kilometrów, jaki dzielił Sandomierz od Zwolenia, oddziały margrabiego badeńskiego wciąż znajdowały się nad Pilicą.
Po przybyciu Rittera obie grupy rozpoczęły przeprawę przez most na Pilicy w Warce. Połączone siły szwedzkie przez całą noc przeciągały tabory przez most, który na koniec został rozebrany. Cała przeprawa zajęła kilkanaście godzin, a margrabia wraz z głównymi siłami czekał pod Warką, aż wszystkie wozy z taboru Rittera znajdą się po drugiej stronie rzeki. W międzyczasie idące komunikiem wojska koronne Lubomirskiego i Czarnieckiego dopadły i rozbiły pod Kozienicami tylną straż wojsk margrabiego dowodzoną przez Törnskjölda. Choć rozbitkowie tylnej straży donieśli margrabiemu o zbliżającym się zagrożeniu, ten jednak czekał, aż do rozbiórki mostu (rano 7 kwietnia).
Po pozostawieniu silnych posterunków nad rzeką i w Winiarach, Szwedzi ruszyli do Warszawy, sformowani w kolumnę długości 4 km. Gdy nadeszły wojska polskie, czoło kolumny było w Piasecznie, a ogon wychodził z Warki, idąc za siłami głównymi na Czersk. Margrabia czuł się bezpieczny, gdyż przypuszczał, że szeroko rozlana rzeka przy braku mostu uniemożliwi wojskom koronnym przeprawę. Te jednak stosunkowo szybko znalazły odpowiedni do przeprawy bród.

## Przebieg bitwy
Mający za sobą trzy dni marszu komunikiem Polacy sforsowali rzekę powyżej miejsca, gdzie znajdowała się pilnująca przepraw szwedzka rajtaria i najpierw uderzyli na posterunek szwedzki w Winiarach. Wodzowie polscy po przeprawieniu części sił przez rzekę podzielili swe wojska na trzy grupy. Szwedzi odeszli od Warki na 6 – 7 km, ogon kolumny znajdował się we wsi Piaseczno. Gdy dowodzący trzecią grupą Czarniecki rozprawiał się z pozostawionymi w Warce szwedzkimi oddziałami, druga grupa szła drogą równoległą, by przeciąć Szwedom odwrót, natomiast dowodzący pierwszą grupą Lubomirski (około 1500 jazdy) ruszył za odchodzącą kolumną Szwedów, by związać ją walką do czasu nadejścia reszty sił. Grupa Czarnieckiego zaatakowała posterunek Szwedów przy moście i rozbiła go.
Po zdobyciu i naprawieniu mostu reszta wojska w sile trzech pułków (królewski dowodzony przez samego Czarnieckiego, hetmański dowodzony przez Machowskiego oraz Witowskiego) mogła się przeprawić na lewy brzeg Pilicy. W międzyczasie Lubomirski dogonił idący na tyłach taboru pułk Rittera i rozbił go (dowódca szwedzki zginął). Widząc to Badeński, któremu zostało już tylko 2,5 tys. żołnierzy, odesłał część żołnierzy do ochrony taborów idących drogą czerską, resztę Szwedów ustawił w szyku koło Piaseczna – rajtaria pod lasem oraz około 600 spieszonych dragonów ukrytych w lesie, którzy mieli powstrzymać atakujących Polaków ogniem muszkietowym. Ponieważ siły szwedzkie oparły się o las, nie można było ich otoczyć. Wojska polskie, by zwyciężyć, musiały teraz rozbić Szwedów.
Ustawionych pod lasem Szwedów zaatakowała jazda Lubomirskiego. Ogień muszkietów dwukrotnie powstrzymał polską szarżę, gdy w końcu nadciągnął Stefan Czarniecki z resztą wojska (3 pułki). W tym momencie Polacy uzyskali trzykrotną przewagę liczebną nad nieprzyjacielem, gdyż cała polska armia pod Warką liczyła około 8 tys. żołnierzy podzielonych na 10 pułków jazdy, w tym kilka pułków husarskich. Wodzowie polscy, decydując się na uderzenie przełamujące, mieli do dyspozycji tylko 6 tys. żołnierzy – reszta była w grupie Potockich lub rabowała szwedzkie tabory.
Trzecie, decydujące uderzenie jazdy polskiej złamało opór Szwedów – husaria wsparta przez dragonię przełamała szyki zwartych szeregów rajtarii w ciągu zaledwie kilku minut. Uciekający rajtarzy szwedzcy wpadli do lasu na własną spieszoną dragonię, tratując własnych żołnierzy.
Rozbite oddziały szwedzkie próbowały bronić się jeszcze w lesie, ale okoliczni mieszkańcy podpalili trawy i krzewy. Dym zmusił Szwedów do wyjścia na otwarte pole. Bitwa po 2 godzinach dobiegła końca i zamieniła się w rzeź. Ci ze spieszonych dragonów, którzy przeżyli, wycięci zostali później przez zgromadzonych wokół lasu chłopów. Jeden z regimentów szwedzkich usiłował wycofać się do wielkiego boru za Magierową Wolą, ale drogę zastąpiła mu husaria Zamoyskiego i rozgromiła go. Szwedzi uciekali drogą warszawską na Chynów i czerską. Na warszawskiej drodze czekała na nich druga grupa dowodzona przez Andrzeja Potockiego i Jakuba Potockiego wysłana rano z Warki na Chynów, by odciąć Szwedom drogę odwrotu od północy. Fryderyk, który uciekał drogą na Czersk, zdołał wraz z kompanią dragonów dotrzeć do miasta, którego z braku piechoty i artylerii Polacy nie próbowali zdobywać.
Pościg za uciekającymi Szwedami trwał do samego wieczora, a kilka chorągwi dotarło aż do Ujazdowa, wywołując popłoch w warszawskim garnizonie. Znaczna część chorągwi wróciła pod Warkę dopiero kilka dni po bitwie, wychwytując po drodze błąkające się grupki szwedzkich niedobitków. Większość jednak oddziału już 8 kwietnia znalazła się z powrotem pod Warką. Czas był teraz bardzo istotny, gdyż wojska Czarnieckiego i Lubomirskiego powinny możliwie jak najszybciej wrócić w widły Wisły i Sanu, by nie dopuścić, aby zamknięta w nich armia królewska wyrwała się. Później jednak okazało się, że Karol Gustaw zdołał wykorzystać odejście wojsk koronnych i wydostać się z matni, przeprawiając się przez San, i to pomimo obecności armii litewskiej.

## Po bitwie
Szwedzkie dowództwo z margrabią Badeńskim schroniło się w Czersku. Uciekające z bitwy drogą warszawską wojsko szwedzkie dotarło do Warszawy. Szwedzi mieli ok. 1,5 tys. zabitych i rannych, a 260 dostało się do niewoli (w tym 40 oficerów), natomiast Polacy mieli ok. 100 zabitych i 100 rannych żołnierzy oraz bardzo dużo koni postrzelonych ze szwedzkich muszkietów.
Na skutek zwycięskiej bitwy w ręce polskie dostało się 20 chorągwi oraz szwedzki tabor z pieniędzmi, srebrem, złotem, suknami i innymi zdobyczami. Wozy szwedzkie zawierały także bardzo istotną w zniszczonym przez wojnę kraju żywność. Łącznie wojska polskie zagarnęły ponad 200 wozów.
Zwycięstwo pod Warką obok znaczenia materialnego miało przede wszystkim ogromne znaczenie moralne. Wojska polskie z powodu ogromnych strat poniesionych w walkach na wschodzie (np. w bitwie pod Batohem), gdzie zginęła znaczna liczba weteranów, składało się głównie z niedoświadczonych żołnierzy. W aktualnie toczonej wojnie Polacy sukcesy swoje zawdzięczali głównie wojnie podjazdowej, natomiast w walnych bitwach zwyciężali Szwedzi. Pod Warką doszło do pierwszego zwycięstwa Polaków nad Szwedami w otwartej bitwie, które dało wojskom polskim wiarę we własne możliwości. Jednocześnie okazało się, że szwedzka rajtaria bez wsparcia piechoty i artylerii wciąż nie mogła dorównać polskiej kawalerii.

## Siły zbrojne
- W bitwie po polskiej stronie brało udział około 6 tys. jazdy:
  - 5 pułków Czarnieckiego (ok. 3 tys. koni)- każdy po ok. 600 koni:
    - 1. królewski
    - 2. hetmański pod Gustawem Woyniłłowiczem[7]
    - 3. Stanisława Witowskiego – 700 koni, 8 chorągwi,
    - 4. Andrzeja Potockiego – 732 koni, 7 chorągwi,
    - 5. Jakuba Potockiego

  - pułk J. Lubomirskiego ok. 1000–1190 koni, 8 chorągwi
  - dragonia Czarnieckiego pod Krzysztofem Duninem Wąsowiczem – 894 konie
  - 3 chorągwie dragońskie (lekka jazda) – razem ok. 300 koni:
    - 1. Chorągiew dragońska koronna Jerzego Sebastiana Lubomirskiego,
    - 2. Chorągiew dragońska koronna Aleksandra Lubomirskiego
    - 3. Chorągiew dragońska koronna Jana Sobiepana Zamoyskiego

  - pospolite ruszenie woj. sandomierskiego – szacowane na ok. 1000 koni

- Największą rolę w bitwie odegrały 4 chorągwie husarskie:
  - 1. Chorągiew husarska koronna królewska pod Stefanem Czarnieckim
  - 2. Chorągiew husarska koronna Władysława Myszkowskiego pod Władysławem Wilczkowskim
  - 3. Chorągiew husarska koronna Jerzego Sebastiana Lubomirskiego pod Andrzejem Sokolnickim
  - 4. Chorągiew husarska koronna Jana Zamoyskiego

- W bitwie po szwedzkiej stronie brało udział ok. 3000 żołnierzy
  - pod Badeńskim ok. 2 tys.
  - pod Ritterem ok. 1 tys.

## W literaturze
Bitwa ta została opisana m.in. w powieści Potop Henryka Sienkiewicza.

## Cytaty
M. Baliński w XIX wieku tak opisuje tę bitwę:
Dnia 7 kwietnia 1656 r. zachodzi Czarniecki, kasztelan kijowski drogę Szwedom, dowodzonym przez margrabiego Badeńskiego. Wezbrana wiosenną powodzią rzeka oddzielała oba wojska. Czarniecki lekkim chorągwiom mostem iść każe, do pozostałych zaś przemawia: w młodości mojej szersze przepływałem rzeki, komu nieśmiertelna chwała, ocalenie króla i zbawienie ojczyzny jest miłe, niech idzie za mną. To mówiąc, wspiął konia ostrogami i pierwszy rzucił się w nurty, a za nim 3000 wojska. Po dwugodzinnej bitwie zniósł zupełnie nieprzyjaciela i znaczną liczbę zagarnął jeńców.
Oto list Stefana Czarneckiego do arcybiskupa gnieźnieńskiego Jędrzeja Leszczyńskiego traktujący o bitwie (pisownia oryginalna):
„Po codziennych, odprowadzając od Sanu aż do samej Wisły nieprzyjaciela, okazyach, z których przyszedł o szkodę kilku tysięcy ludzi swoich, gdy za naszem pierwszem przejściem Wisły i ubieżeniem Sandomierza, gdzie sedem belli umyślił był założyć, przeprawy mieć nie mógł, na San znowu obrócić się musiał. Gdzie trafiwszy na JM. p. wojewodę wileńskiego i tam nie małą odniósł klęskę. Widząc, że tu wolna nieco strona Wisły, pośpieszyłem przeciwko książęciu Falcgrafowi, w posiłku idącemu królowi w półczwarta tysięcy, którego podjazd w Kozienicach nagoniwszy, za łaską Bożą żadnegom nieupuścił. Ażebym i samego dojść mógł książęcia, niebawem puściłem się ku Warce, gdzie snać dla długiej nad przeprawą przez Pilicę zabawy, do Warszawy umknąłby się był, gdybym wojska, w pław się sam puściwszy, do przepławienia nie przywiódł. A tak nie długo się zabawiwszy, puściłem ochoczych ludzi na odwód w most zrzucony dufających, któremi od Warki ku Czerskowi nasz gościniec gęsto usławszy, samego na sobie zatrzymali książęcia. Przybyłem i ja za nim prędko, ze wszystkiem wojskiem i tam zaraz nastąpiwszy na nieprzyjaciela gotowcem (sic) przy lesie stojącego, który przy zasadzonej dragonii kilka razy się pocierał, aż na koniec tył podawszy na ślaku i po lasach przez siedm mil aż do samej Warszawy gęstym trupem drogi napełnił. W tej prima Aprilis odprawowanej potrzebie wiele oberszterów i inszych znacznych oficerów dostało się w ręce nasze przy wziętych dwudziestu signa, które oddałem królowi JM. Zginął podobno i sam książę Falcgraf, pewnie i jego brat młodszy poległ. Nie będę i dalej próżnował i drugie posiłki z Wranglem i Steinbokiem już w Warszawie będące, da Pan Bóg, uskromię. A teraz nie bawiąc dłuższem pisaniem usługi moje oddaję łasce W. Ks. Mości etc.
Stephan Czarniecki. W. K.
W Warce die 9. Aprilis 1656.”